# Du oder das ganze Leben
Du oder das ganze Leben (Originaltitel: Perfect Chemistry, 2008) ist ein Roman der US-Autorin Simone Elkeles.

## Die Hauptfiguren
Die Hauptfiguren des Romans sind Brittany Ellis und Alejandro Fuentes.
Brittany ist im letzten Schuljahr an der Fairfield High School und wohnt mit ihren wohlhabenden weißen Eltern und einer geistig behinderten älteren Schwester in einer reichen Wohngegend, welche als „Northside“ bezeichnet wird, in einem riesigen Haus. Sie ist sehr auf ein perfektes äußeres Auftreten bedacht. Ihre Eltern erwarten von Brittany, dass sie stets im Rahmen ihrer Möglichkeiten ihr Bestes gibt. Besonders ihre Mutter versucht dabei, jeden Schritt von Brittany zu kontrollieren. Brittany nervt das mehr und mehr. Zu ihrer Schwester ist Brittany sehr fürsorglich und versucht, stets für sie da zu sein. Aus diesem Grund möchte Brittany auch nach Abschluss der High School ein College in der Nähe des Aufenthaltsortes ihrer Schwester besuchen.
Alejandro, genannt Alex, kommt aus einer mexikanischstämmigen Familie und teilt sich mit seinen beiden jüngeren Brüdern in einem kleinen Haus auf der „Southside“ ein Zimmer. Alejandros Vater wurde in Alex’ Gegenwart ermordet, als er sechs Jahre alt war. Seitdem sorgt die Mutter allein für die drei Kinder. Mit ihrer Billigung und auf Drängen von Hector, dem Kopf der Straßengang Latino Blood, trat Alex in diese Gang ein. Alex hofft, dadurch seine Familie zu schützen und verhindern zu können, dass seine beiden jüngeren Brüder Gangmitglieder werden. Alex steht im Ruf eines harten Straßenkämpfers, Gangsters und Drogendealers. Die Hoffnung auf eine Zukunft hat er aufgegeben, da er weiß, dass Gangmitglieder regelmäßig eines frühen und gewaltsamen Todes sterben. Alex besucht ebenfalls das letzte Schuljahr an der Fairfield High School.

## Die Handlung
Alex’ und Brittanys Wege kreuzen sich erstmals zu Beginn des neuen Schuljahrs in konfliktträchtiger Weise, als Brittany versucht, vor der Schule mit ihrem schicken neuen Cabriolet in eine vermeintlich freie Parklücke einzuparken. Dort steht aber tatsächlich bereits Alex mit seinem Motorrad. Angesichts Alex’ Ruf als Gangster sucht Brittany schnellstens das Weite.
Später treffen beide wieder im Chemiekurs aufeinander. Dort ist im Laufe des Schuljahres von jeweils zwei Schülern gemeinsam ein Projekt zu bearbeiten. Brittany will dies zusammen mit ihrem Freund Colin tun. Mrs. Peterson, die Chemielehrerin, bildet die Teams jedoch alphabetisch nach den Nachnamen. So kommt es, dass sich Brittany unversehens mit Alex in einem Zweierteam wiederfindet und die Konstruktion eines chemischen Handwärmers zugelost bekommt. Die Arbeit an dem gemeinsamen Projekt macht es erforderlich, sich auch außerhalb der Schule zu treffen.
Alex wird später von seinen Gangkumpanen damit aufgezogen, dass Brittany nicht in seiner Liga spiele und er keine Chance habe, sich mit ihr zu verabreden, geschweige denn, sie ins Bett zu bekommen. Weil Alex von Brittanys Aussehen fasziniert ist und um seine Position in der Gang zu wahren, wettet er mit Lucky um dessen RX-7, dass er es bis Thanksgiving schaffen werde, mit Brittany zu schlafen. Verliert Alex, bekommt Lucky dessen Motorrad, an dem Alex sehr hängt.
In der Folge wird Alex bei einer Messerstecherei so schwer verletzt, dass er eine Woche nicht in die Schule kommen kann. Als er wieder im Chemieunterricht auftaucht, setzt Mrs. Peterson Teamarbeit in der Schulbibliothek an. Alex und Brittany finden nur noch ein Plätzchen in der hintersten Ecke auf dem Fußboden. Beide starren sich an und stellen fest, dass die Zeit stehen bleibt. Alex fragt Brittany, was er tun müsse, damit sie mit ihm ausgehe. Brittany erklärt, sie werde nicht mit ihm ausgehen. Als Alex sie wieder intensiv ansieht, fragt sich Brittany kurz, wie es wohl wäre, ihn zu küssen. Alex entgeht dies nicht…
Brittany beginnt, immer öfter über Alex nachzudenken. Als sie zu einem vereinbarten Arbeitstreffen nicht erscheint, fährt Alex zu ihr nach Hause. So erfährt Brittanys Mutter von Alex und davon, dass Brittany und Alex im Chemieunterricht zusammenarbeiten müssen. Sie macht Brittany Vorwürfe, dass diese nicht intensiv genug versucht habe, einen anderen Partner zu bekommen.
Auf einer Strandparty mit ihren Freunden versucht Colin, Brittany zum wiederholten Male dazu zu bewegen, mit ihm zu schlafen. Als sie sich weigert, wirft er ihr vor, sie wolle wohl lieber mit Alex schlafen. Brittany, die reichlich Alkoholika getrunken hat, zieht daraufhin allein los, um den Strand entlang zu Fuß nach Hause zu gehen. Colin kümmert sich nicht weiter um sie. Brittany verpasst die richtige Abzweigung und läuft Mitgliedern der Latino Blood in die Arme, unter ihnen Alex. Brittany ist es inzwischen so schlecht, dass sie sich mehrfach übergeben muss und anschließend in Alex’ Armen einschläft. Alex kümmert sich um sie und sorgt dafür, dass sie am nächsten Tag unversehrt nach Hause kommt.
Einen Tag später „entführt“ Alex Brittany, um ihr zu zeigen, wie die Gangschaltung ihres Autos richtig zu bedienen ist. Um ihr Verständnis für sein Verhalten zu wecken, erzählt er ihr, wie sein Dad vor seinen Augen ermordet wurde. Brittany ist entsetzt. Als Alex nun etwas aus Brittanys Leben wissen will, erzählt sie ihm von ihrer behinderten Schwester, etwas, was sie sonst zu verbergen versucht. Alex spürt plötzlich ein gegenseitiges Verständnis.
Ein Besuch Brittanys bei Alex zu Hause endet mit einem intensiven Kuss zwischen beiden, wobei sie von Alex’ Mutter erwischt werden.
Brittany weiß jetzt, dass sie sich zu Colin nicht mehr hingezogen fühlt und trennt sich von ihm. Brittany und Alex gehen nun miteinander, erst versteckt, dann offen.
Als Alex wegen des Besitzes einer Schusswaffe verhaftet wird, muss er Hector bitten, die Kaution für ihn zu hinterlegen, damit er das Gefängnis verlassen kann. Er weiß, dass er Hector damit etwas schuldet und dieser nicht zögern wird, einen Gefallen einzufordern. Dies geschieht auch umgehend. Obwohl Alex Brittany versprochen hat, nicht mit Drogen zu dealen, sagt er Hector zu, an Halloween ein Auto zu mieten und „Ware gegen Bares zu tauschen“. Alex glaubt, nur so seine Angehörigen schützen zu können, und verlangt von Brittany, sich damit abzufinden, da dies seine Zukunft sei.
Nach einer vorübergehenden Trennung versuchen Brittany und Paco, Alex’ bester Freund, dennoch, Alex von dem Drogendeal abzuhalten. Brittany sucht Alex an Halloween an dessen Arbeitsstelle auf und verführt ihn, während Paco die Abwesenheit Alex’ nutzt und aus dessen Zimmer Alex’ Schusswaffe und eine Jacke entwendet. Dann geht er zu dem Treffpunkt, an dem der Drogendeal stattfinden soll. Hector, der Alex erwartet und Paco nicht erkennt, erschießt ihn.
Alex hat inzwischen Brittany klargemacht, dass auch ihr Beisammensein nichts daran ändere, dass er den Drogendeal für Hector durchziehen müsse. Brittany fährt davon, als Alex’ Gangkumpel auftauchen. Alex begibt sich auf den Weg nach Hause, um sich für den Drogendeal bereit zu machen. Dabei kreisen seine Gedanken um Brittany. Ihm wird klar, wie viel sie ihm bedeutet und dass er in sie verliebt ist. Er fasst den Entschluss, den Drogendeal nicht durchzuziehen.
Zu Hause trifft er seine Mutter an, von der er erfährt, dass sein Vater von Hector bei dem Versuch ermordet wurde, auszusteigen. Er nimmt seiner Mama das Versprechen ab, mit seinen beiden Brüdern umgehend nach Mexiko zu verschwinden, sollte er diese Nacht nicht nach Hause kommen.
Anschließend informiert er die Polizei vom bevorstehenden Drogendeal und sucht danach den vereinbarten Treffpunkt auf. Dort findet er zunächst den sterbenden Paco, bevor Hector trotz Anwesenheit der Polizei mehrfach auf ihn schießt und ihn schwer verletzt. Hector wird von der Polizei erschossen.
Alex überlebt und wird notoperiert. Brittany erfährt von der Schießerei und eilt ins Krankenhaus. Als Alex aus der Bewusstlosigkeit erwacht, erklärt er Brittany, er empfinde nichts für sie. Alles sei nur eine Wette gewesen und sie solle verschwinden. Alex ist derart abweisend, dass Brittany seiner Aufforderung folgt. Alex verschwindet zwar aus ihrem Leben, nicht aber aus ihren Gedanken und Gefühlen …